# Pålägg (företagsekonomi)
För andra betydelser, se Pålägg.
Pålägg eller påslag är en företagsekonomisk term för den ökning av priset på en vara eller tjänst som en viss näringsidkare lägger på inköpspriset för att få försäljningspriset. Pålägg anges antingen i kronor eller procent. Pålägg är bruttovinsten uttryckt i procent.